# Philipp (Brabant)

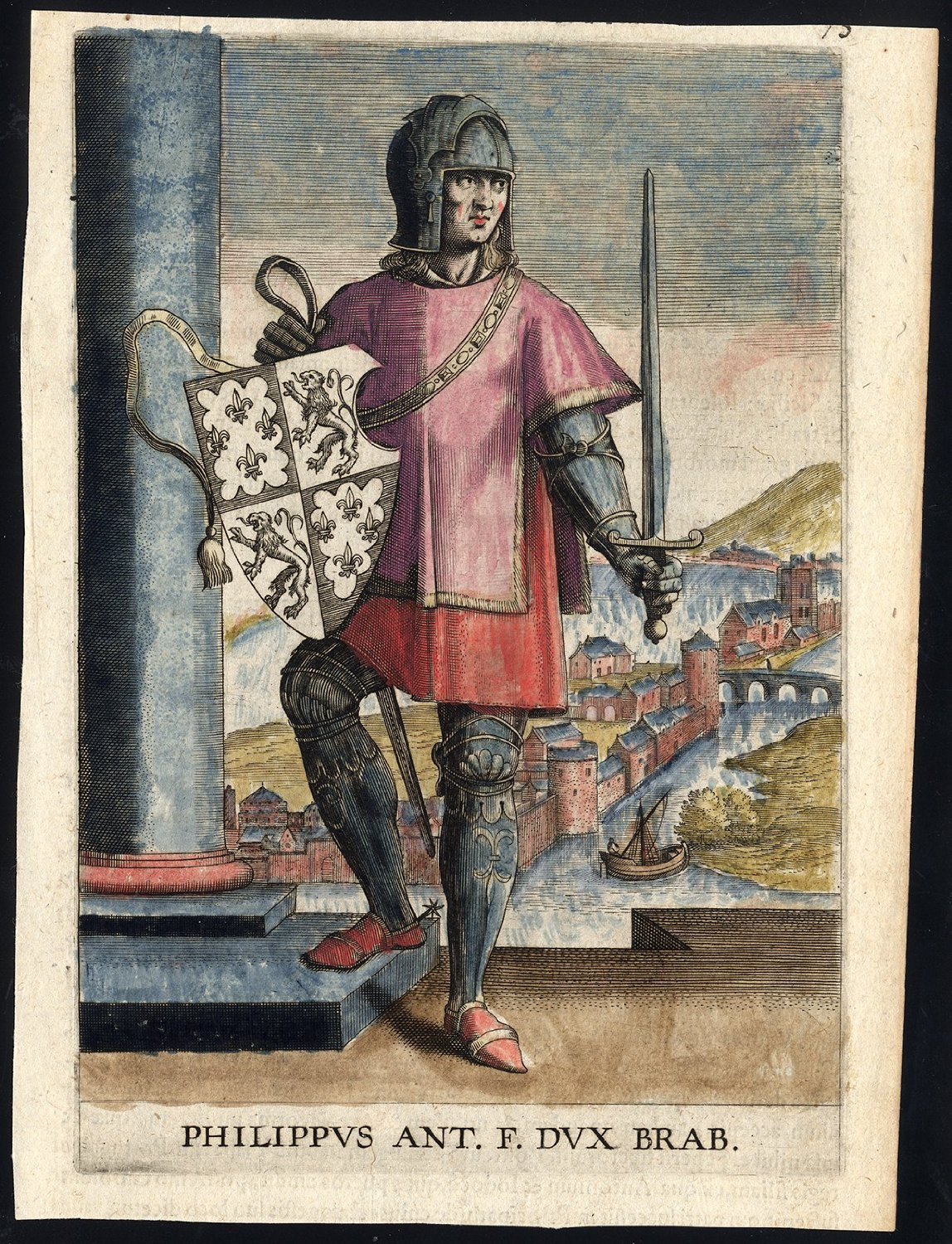
Philipp von Brabant, Kupferstich um 1600

Wappen Philipps

Philipp von Saint-Pol (* 25. Juli 1404; † 4. August 1430 in Löwen) war Graf von Saint-Pol und Ligny (1415–1430) sowie am 17. April 1427 Herzog von Brabant und Limburg. Er war der zweite Sohn des Herzogs Anton von Brabant und Limburg aus dem Haus Valois-Burgund und der Johanna von Luxemburg-Saint-Pol. Sein älterer Bruder war Johann IV. von Brabant.

## Leben und Wirken
1417 kämpfte er an der Seite seines Onkels Johann Ohnefurcht, des Herzogs von Burgund, gegen die Armagnaken, und wurde 1419 nach der Einnahme von Paris von diesem im Alter von nur 15 Jahren zum Capitaine de Paris, dem Militärgouverneur der Stadt, ernannt. 1425 nahm er an der Auseinandersetzung zwischen seinem Bruder Herzog Johann IV. von Brabant und Limburg und seiner ehemaligen Ehefrau Jakobäa teil, der Gräfin von Hennegau und Holland.
Als er Vorbereitungen traf, um ins Heilige Land zu reisen, starb sein Bruder und hinterließ ihm die Herzogtümer Brabant und Limburg. Er beabsichtige die Eheschließung mit Jolante von Anjou, Tochter von Ludwig II., Herzog von Anjou, und Jolante von Aragon, starb aber vor der Hochzeit mit 26 Jahren. Da er keine ehelichen Erben hatte, wurde sein Vetter Philipp der Gute sein Nachfolger als Herzog von Brabant und Limburg. Die Grafschaften Ligny und Saint-Pol fielen an seine Mutter, die sie an ihre Neffen Peter I. von Luxemburg und Johann II. von Luxemburg weitervererbte.

## Familie
Philipp von Saint-Pol hatte fünf uneheliche Kinder mit Barbara Fierens:
- Anton († 1498 in Hemixhem), Bastard von Brabant
- Philipp († 1465), Baron von Cruybeke, ⚭ 1463 Anne de Baenst († 1485)
- Johann († 1495), Bastard von Brabant, Bischof von Soissons
- Wilhelm, Bastard von Brabant
- Isabella, Bastardin von Brabant, ⚭ Philippe de Vieville